# Léonide Massine

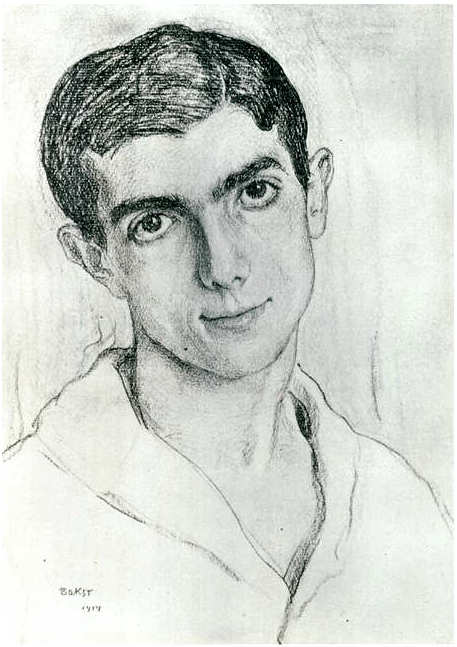
Massine i ett porträtt av Leon Bakst, 1914.

Léonide Massine, Leonid Fjodorovitj Mjasin, född 9 augusti 1896 i Moskva, död 15 mars 1979 i Köln, var en rysk koreograf och balettdansör.

## Biografi
Massine avlade dansexamen vid Bolsjojteatern 1912 och anlitades därefter av Sergej Djagilev i Ballets Russes och har senare varit knuten till balettensembler i Europa och USA Han var en framstående karaktärsdansare. 
Som koreograf debuterade Massine redan 1915 med baletten Soleil de nuit och hans koreografiska produktion var mycket rik och konstnärligt betydande. Han skapade bland annat baletten "An der schönen blauen Donau" med musik av Johann Strauss d.y. Bland hans verk kan även nämnas Den trekantiga hatten (1919) och Symphonie fantastique (1936). 
Massine gav 1968 ut självbiografin My Life in Ballet.